# Creu de la Pau de Constantí
La Creu de la Pau de Constantí és una creu de terme de Sant Martí d'Albars (Lluçanès) situada en una esplanada rocosa envoltada de camps, a mig camí entre el nucli de la Blava i el de Sant Martí d'Albars, i al sud-est de la Caseta.

## Descripció
Es tracta d'una creu de pedra, formada per pedres treballades de grans dimensions. La base està formada per dos plataformes quadrades esglaonades sobre la que reposen dues pedres de grans dimensions que formen un cub en el que hi ha la inscripció: RECORD DEL XVI / CENTENARI DE LA PAU / DE CONSTANTÍ / 22 MAIG 1913. Just a sobre hi ha dues plataformes quadrades esglaonades més, sobre el qual reposa una pedra allargada tronco-piramidal de secció quadrada que va reduint la seva amplada fins a una senzilla imposta. La part superior correspon a una creu llatina, de braços curts i massissos, amb acabament irregular a dalt i unes inscripcions a la cara sud que no es reconeixen actualment.

## Història
Construïda el 1913, la seva situació no és casual, ja que es troba al peu del camí que utilitzaven els veïns de la Blava quan anaven a l'església de Sant Martí d'Albars, ja fos per anar a missa o per qualsevol altre tipus de cerimònia religiosa. Fins a la creu hi arribaven les processons religioses, des d'on es beneïen els camps del voltant. La creu es refereix a la commemoració de l'edicte de tolerància de l'any 313 pel qual la religió cristiana tenia les mateixes llibertats i els mateixos drets que la pagana. Constantí (280 - 337) era emperador romà, dit el Gran (llatí Caius Flavius Aurelius Constantinus), i va fer la pau amb els cristians però continuà essent pagà. Segon fonts orals, les pedres que formen la creu van ser portades amb bous i carretes fins a l'emplaçament actual, lloc on van ser treballades pels picapedrers.